# Clinocentrus nigricans
Clinocentrus nigricans är en stekelart som beskrevs av Chen och He 1997. Clinocentrus nigricans ingår i släktet Clinocentrus och familjen bracksteklar. Inga underarter finns listade i Catalogue of Life.